# Pterygotus
Pterygotus byl rod obřího dravého kyjonožce (vyhynulá skupina prvohorních vodních členovců).

## Význam

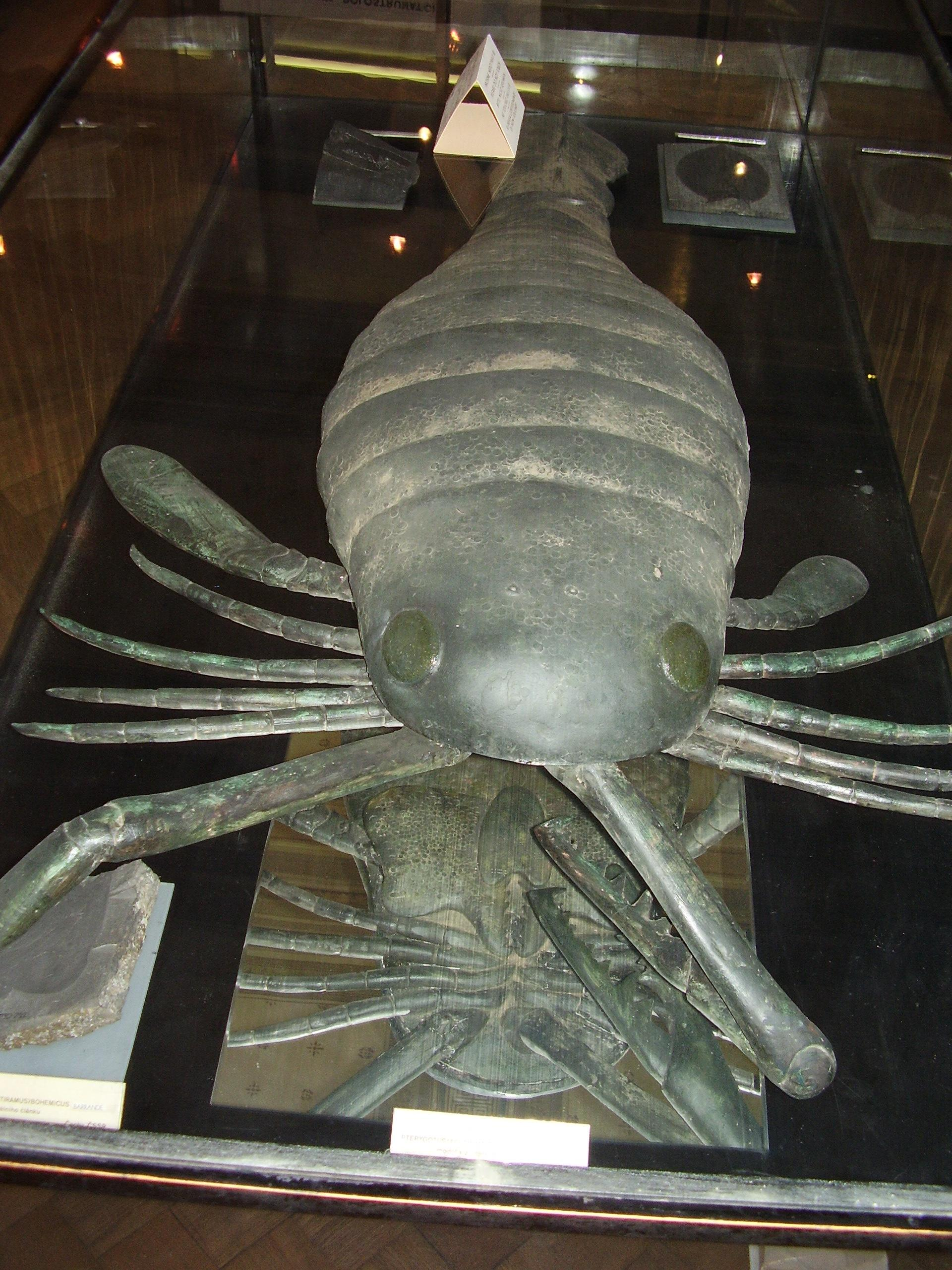
Model pterygota v expozici Národního muzea v Praze.

Jeho fosilie byly objeveny v ložiscích od pozdního siluru do spodního devonu a v rámci rodu bylo popsáno několik různých druhů. Fosilie pterygota byly nalezeny v Austrálii, Evropě, včetně České republiky (Pražská pánev) a obou Amerikách, což naznačuje, že Pterygotus mohl mít téměř kosmopolitní distribuci. Typový druh, P. anglicus, popsal roku 1839 švýcarský paleontolog Louis Agassiz. Původně se domníval, že pozůstatky patřily obrovské rybě (Pterygotus = okřídlená ryba). Tuto svou chybu napravil až o pět let později a v roce 1844 tvora zařadil mezi členovce.

## Popis
Pterygotus patřil mezi největší známé kyjonožce (eurypteridy). Podle izolovaných fosilních pozůstatků chelicer byla odhadnuta délka největšího druhu P. grandidentatus na 1,75 metru. I některé další druhy, jako P. impacatus (1,65 m) a P. anglicus (1,6 m), byly podobně obrovské. Nicméně jiní obří kyjonožci velikostně pterygota překonali. Rod Acutiramus mohl měřit i více než 2 metry a Jaekelopterus i 2,6 m (což z něj činí jednoho z největších známých členovců vůbec). Jiné druhy z rodu Pterygotus pak velikostí nevynikaly; druh P. kopaninensis měřil 0,5 metru.
Pterygotus, stejně jako jeho blízký příbuzný Jaekelopterus, byl velký a aktivní predátor. Mohutné zvětšené chelicery mu umožnily uchopit a propíchnout kořist a jeho zraková ostrost byla srovnatelná se zrakovou ostrostí moderních dravých členovců.